# Gastrodoridae
Gastrodoridae is een uitgestorven familie van de superfamilie Homoloidea uit de infraorde krabben en omvat slechts één geslacht: 
- Gastrodorus  †  Meyer, 1864